# ロスビー波
大気中のロスビー波（ロスビーは、Rossby wave）は、大陸と海洋の温度差や地形の高低差などによって大気が揺さぶられて生じる自由振動の波の一つで、地球大気、惑星大気で見られる大気波である。また、ロスビー波はベータ効果を復元力とする波である。カール＝グスタフ・ロスビーによって発見されたことからこの名がある。
惑星の自転に伴う回転がある緯度に及ぼす効果（惑星渦度）が北ほど大きく（北極で最大値、南極で最小値、赤道上で0）、低気圧の西側では北から南に大きな（低気圧性の）惑星渦度が、東側では南から北に小さな惑星渦度が運ばれてくるため、ロスビー波の位相が西にずれ、東西方向へは位相が西に伝播する。ロスビー波のエネルギーの伝播に伴い、高低気圧のパターンが交互に見られる。このパターンはテレコネクションとしても知られる。
チベット高原・ヒマラヤ山脈やロッキー山脈などの大規模山塊で強制されて生じたロスビー波によって中緯度の大気の流れが変わり、ストームトラックの分布に影響する。また、大規模山塊で強制されて生じたロスビー波のエネルギーは鉛直にも伝播するという特徴を持っているため、対流圏から成層圏に伝播し、成層圏で砕波して成層圏突然昇温の引き金となると考えられている。
海洋においては、海岸付近など海底に勾配が見られる場合、これがベータ効果の役割を果たす。このため、等深線に沿ったロスビー波が存在し、深度の低い方を右手側に見るように進行する。特に、海岸付近のロスビー波は、陸棚波（continental shelf wave）と呼ばれ、水位の昇降として観測される。
赤道付近では、赤道波の解の1つとして、ロスビー波の解が知られる。海洋でのロスビー波は温度躍層を上下させ、西進するロスビー波と東進するケルビン波が連動してENSOのサイクルを引き起こす。